# Turn: Washington's Spies
TURN: Washington's Spies (anteriormente TURN y estilizada como TURИ y TURИ: Washington's Spies) es una serie de televisión estadounidense transmitida por AMC desde 6 de abril de 2014, basado en el libro Washington's Spies: The Story of America's First Spy Ring, de Alexander Rose.

## Elenco
- Jamie Bell como Abe Woodhull.
- Seth Numrich como Benjamin Tallmadge.
- Daniel Henshall como Caleb Brewster.
- Heather Lind como Anna Strong.
- Meegan Warner como Mary Woodhull.
- Kevin McNally como el juez Richard Woodhull.
- Burn Gorman como el mayor Edmund Hewlett.
- Angus Macfadyen como Robert Rogers.
- Samuel Roukin como John Graves Simcoe.
- JJ Feild como principal John André.
- Ksenia Solo como Peggy Shippen.[4]

### Elenco recurrente
- Ian Kahn como George Washington.
- Jamie Harris como John Robeson.
- Michael Gaston como el general Charles Scott.
- Stephen Root como Nathaniel Sackett.
- Amy Gumenick como Philomena.
- Idara Victor como Abigail.
- Aldis Hodge como Jordan.
- Robert Beitzel como Selah Strong.
- King Hoey como Cicero.
- Brian T. Finney como el general Charles Lee.

## Episodios

### Primera temporada
| N.º | Título                        | Director            | Guionista                                                                         | Primera emisión     | Audiencia (en millones) |
| --- | ----------------------------- | ------------------- | --------------------------------------------------------------------------------- | ------------------- | ----------------------- |
| 1   | «Pilot»                       | Rupert Wyatt        | Craig Silverstein                                                                 | 6 de abril de 2014  | 2.12                    |
| 2   | «Who by Fire»                 | Ed Bianchi          | Craig Silverstein                                                                 | 13 de abril de 2014 | 1.87                    |
| 3   | «Of Cabbages and Kings»       | SJ Clarkson         | Michael Taylor                                                                    | 20 de abril de 2014 | 1.40                    |
| 4   | «Eternity How Long»           | Adam Davidson       | Andrew Colville                                                                   | 27 de abril de 2014 | 1.30                    |
| 5   | «Epiphany»                    | Michael Uppendahl   | Aida Mashaka Croal                                                                | 4 de mayo de 2014   | 1.24                    |
| 6   | «Mr. Culpeper»                | Eagle Egilsson      | Mitchell Akselrad                                                                 | 11 de mayo de 2014  | No disponible           |
| 7   | «Mercy Moment Murder Measure» | Eagle Egilsson      | Andrew Colville, Michael Taylor y Craig Silverstein (Historia de Joseph Bellotti) | 18 de mayo de 2014  | 1.08                    |
| 8   | «Challenge»                   | Jeremy Webb         | LaToya Morgan                                                                     | 25 de mayo de 2014  | 1.39                    |
| 9   | «Against Thy Neighbor»        | Ken Fink            | Michael Taylor                                                                    | 1 de junio de 2014  | 1.17                    |
| 10  | «The Battle of Setauket»      | Oliver Hirschbiegel | Craig Silverstein                                                                 | 8 de junio de 2014  | 1.61                    |

### Segunda temporada
En 23 de junio de 2014, la serie fue renovada para una segunda temporada de diez episodios.
| N.º | Título                            | Director | Guionista | Primera emisión | Audiencia (en millones) |
| --- | --------------------------------- | -------- | --------- | --------------- | ----------------------- |
| 1   | «Pensamientos de un hombre libre» | —        | —         | —               | —                       |
| 2   | «Huevos duros»                    | —        | —         | —               | —                       |
| 3   | «Bandera falsa»                   | —        | —         | —               | —                       |
| 4   | «Hombres de sangre»               | —        | —         | —               | —                       |
| 5   | «El destino sellado»              | —        | —         | —               | —                       |
| 6   | «Casas divididas»                 | —        | —         | —               | —                       |
| 7   | «Valley Forge»                    | —        | —         | —               | —                       |
| 8   | «Providencia»                     | —        | —         | —               | —                       |
| 9   | «El hijo pródigo»                 | —        | —         | —               | —                       |
| 10  | «Pólvora, traición y complot»     | —        | —         | —               | —                       |

### Tercera temporada
| N.º | Título                                  | Director | Guionista | Primera emisión | Audiencia (en millones) |
| --- | --------------------------------------- | -------- | --------- | --------------- | ----------------------- |
| 1   | «Despedida»                             | —        | —         | —               | —                       |
| 2   | «Bastardos asesinos»                    | —        | —         | —               | —                       |
| 3   | «Bendición»                             | —        | —         | —               | —                       |
| 4   | «Corazones y mentes»                    | —        | —         | —               | —                       |
| 5   | «Hipocresía, engaño y tiranía»          | —        | —         | —               | —                       |
| 6   | «Muchas pequeñas cosas hacen un montón» | —        | —         | —               | —                       |
| 7   | «Arcadia la mujerzuela.»                | —        | —         | —               | —                       |
| 8   | «Remienda»                              | —        | —         | —               | —                       |
| 9   | «Levanta las manos»                     | —        | —         | —               | —                       |
| 10  | «Juicio y ejecución»                    | —        | —         | —               | —                       |

### Cuarta temporada
| N.º | Título                         | Director | Guionista | Primera emisión | Audiencia (en millones) |
| --- | ------------------------------ | -------- | --------- | --------------- | ----------------------- |
| 1   | «Cazador de Espías General»    | —        | —         | —               | —                       |
| 2   | «El Agujero Negro de Calcuta»  | —        | —         | —               | —                       |
| 3   | «Sangre para Sangre»           | —        | —         | —               | —                       |
| 4   | «Pesadilla»                    | —        | —         | —               | —                       |
| 5   | «Private Woodhull»             | —        | —         | —               | —                       |
| 6   | «Nuestro Hombre en Nueva York» | —        | —         | —               | —                       |
| 7   | «La Cantera»                   | —        | —         | —               | —                       |
| 8   | «El Vientre de la Bestia»      | —        | —         | —               | —                       |
| 9   | «Reconocimiento»               | —        | —         | —               | —                       |
| 10  | «Espías de Washington»         | —        | —         | —               | —                       |